# Aidemona amrami
Aidemona amrami är en insektsart som beskrevs av Roberts 1947. Aidemona amrami ingår i släktet Aidemona och familjen gräshoppor. Inga underarter finns listade i Catalogue of Life.